# Villafáfila
Villafáfila is een gemeente in de Spaanse provincie Zamora in de regio Castilië en León met een oppervlakte van 74,00 km². Villafáfila telt 478 inwoners (1 januari 2016).

## Demografische ontwikkeling
Bron: INE, 1857-2011: volkstellingen
Opm.: In 1972 werd de gemeente Otero de Sariegos aangehecht